# Masdevallia concinna
Masdevallia concinna är en orkidéart som beskrevs av Willibald Königer. Masdevallia concinna ingår i släktet Masdevallia och familjen orkidéer. Inga underarter finns listade i Catalogue of Life.